# Arcola (Texas)
Arcola é uma cidade localizada no estado norte-americano do Texas, no Condado de Fort Bend.

## Demografia
Segundo o censo norte-americano de 2000, a sua população era de 1048 habitantes. 
Em 2006, foi estimada uma população de 1259, um aumento de 211 (20.1%).

## Geografia
De acordo com o United States Census Bureau tem uma área de 
4,9 km², dos quais 4,9 km² cobertos por terra e 0,0 km² cobertos por água.

## Localidades na vizinhança
O diagrama seguinte representa as localidades num raio de 12 km ao redor de Arcola. 